# Ryan Mason
Ryan Glen Mason (* 13. Juni 1991 in Enfield, London) ist ein ehemaliger englischer Fußballspieler auf der Position eines Mittelfeldspielers. Aktuell ist er Co-Trainer von Tottenham Hotspur. Mason bestritt eine Partie für die englischen A-Nationalmannschaft, auf Vereinsebene gehörte er die längste Zeit Tottenham Hotspur an, 2018 musste er wegen einer Anfang 2017 erlittenen Kopfverletzung seine Karriere frühzeitig beenden.

## Vereinskarriere

### Karrierebeginn und Profidebüt
Ryan Mason wurde am 13. Juni 1991 im London Borough of Enfield geboren und wuchs hier auch auf. Seine Schulausbildung absolvierte er unter anderem an der Cheshunt School in Cheshunt sowie an der Enfield Grammar School in seiner Heimat im Norden Londons. Von dort wurde Mason, der während seiner Schulzeit als Hürdenläufer erfolgreich war, auch 2007 von Scouts entdeckt und mit dem englischen Topklub Tottenham Hotspur in Verbindung gebracht. Nachdem er im Juni 2007 vom Klub aufgenommen wurde, durchlief er die Akademie, wo er zwei Jahre in Folge Topscorer war und sich somit rasch zu den Profis hocharbeitete.
Zwölf Monate nach seiner Aufnahme beim Klub unterschrieb der damals 17-Jährige seinen ersten Profivertrag bei den Spurs. Sein Pflichtspieldebüt gab er am 27. November 2008 bei einem 1:0-Auswärtserfolg in der Gruppenphase des UEFA-Pokals 2008/09 gegen NEC Nijmegen, als er wenige Sekunden vor Spielende für David Bentley auf den Rasen kam. In der Akademiemannschaft wurde Mason 2009 mit 29 Toren in 31 Spielen Torschützenkönig, nach einer 0:1-Play-off-Finalniederlage gegen die Akademie des FC Arsenal wurde er mit der Mannschaft Vizemeister der Premier Academy League.

### Stammspieler bei Yeovil Town
Am 13. Juni 2009 wurde Mason zusammen mit seinem Teamkollegen Steven Caulker an den damaligen League-One-Klub Yeovil Town verliehen. In Yeovil kam er unter Terry Skiverton von Beginn an als Stammspieler unter und gab sein Profiligadebüt am 8. August 2015 beim 2:0-Heimsieg im Erstrundenspiel gegen die Tranmere Rovers, als er über die vollen 90 Minuten durchspielte und in gewisser Weise auch die Vorlage zu Gavin Tomlins Elfmetertor zum 2:0-Endstand machte, indem er zuvor im Strafraum von Aaron Cresswell gefoult wurde. Weitere persönliche Erfolge feierte er auch in den beiden nachfolgenden Spielrunden, als er auswärts gegen Colchester United per Freistoß und ebenfalls auswärts gegen Exeter City mittels Weitschuss je einmal ins gegnerische Tor traf.
Aufgrund der guten Leistungen zu Beginn der Saison 2009/10 wurde Masons auslaufender Leihvertrag bereits frühzeitig im August 2009 um weitere drei Monate verlängert. Da der Mittelfeldspieler auch danach in beinahe jedem Spiel zumeist über die volle Spieldauer zum Einsatz kam und oftmals auch seine Offensivstärke unter Beweis stellte, wurde der Vertrag der drei Tottenham-Leihgaben Mason, Caulker und Obika Anfang November 2009 um ein weiteres halbes Jahr bis zum Saisonende im Mai 2010 verlängert. Ab Februar 2010 wurde Mason seltener eingesetzt, wobei er es bis zum Saisonende lediglich auf drei Einsätze brachte, von denen er keinen einzigen über die volle Spieldauer durchbrachte, und am 13. März 2010 vorzeitig wieder zu seinem Stammklub zurückgeholt wurde. Bis zum Ende der Spielzeit, als die Glovers auf dem 15. Tabellenplatz rangierten, brachte es Mason auf eine Bilanz von sechs Toren und fünf Torvorlagen in 28 Ligapartien.

### Rückkehr zu den Spurs und auf Leihbasis zu den Doncaster Rovers
Nach der frühzeitigen Rückkehr des Mittelfeldspielers wurde dieser jedoch bei den Profis von Tottenham Hotspur nur in der Saisonvorbereitung, unter anderem gegen die New York Red Bulls, eingesetzt und wurde im August 2010 für zwei Monate an den englischen Zweitligisten Doncaster Rovers verliehen. In weiterer Folge kam Mason bis Mitte September in fünf Ligaspielen zum Einsatz, wovon er keine einzige Begegnung über die volle Matchdauer durchspielte, und saß in einer weiteren Ligabegegnung uneingesetzt auf der Ersatzbank. Aufgrund einer Rückenverletzung musste auch dieser leihweise Wechsel vorzeitig abgebrochen werden.
Im Januar 2011 wechselte Mason erneut auf Leihbasis, diesmal bis zum Saisonende, zu den Rovers. Doch auch beim zweiten Anlauf konnte sich Mason im Team von Sean O’Driscoll nicht durchsetzen und kam zumeist nicht über seine Rolle als Ersatzspieler hinaus. Zehn torlose Einsätze standen am Ende der Saison 2010/11, als die Doncaster Rovers nur knapp den Klassenerhalt schafften, zu Buche, ehe der Mittelfeldakteur wieder die Rückkehr zu seinem Stammklub antrat. Pflichtspielauftritte für seine Stammmannschaft, die es unter anderem bei der UEFA Champions League 2010/11 bis ins Viertelfinale schaffte, konnte Mason in dieser Saison abermals keine verzeichnen.

### Weitere Zeit bei Doncaster und Wechsel zu Millwall
Am 28. Juli 2011 unterschrieb der 1,78 m große Spieler einen neuen Zweijahresvertrag mit Tottenham, sodass sein dortiger Verbleib bis vorerst Juni 2013 gesichert war und wechselte daraufhin zum bereits dritten Mal in Folge auf Leihbasis für die komplette Saison zu den Doncaster Rovers in die Football League Championship. Anfangs noch im Erstrundenspiel von O’Driscoll eingesetzt, kam Mason bei den nächsten Begegnungen nicht mehr zum Einsatz und musste, unter anderem auch wegen einer Knöchelverletzung, die er sich im League Cup zuzog, nach dem Abgang O’Driscolls und der Neuverpflichtung von Dean Saunders als Trainer längere Zeit auf einen Einsatz warten, ehe ihn Saunders am 14. Oktober bei einer 0:3-Heimniederlage gegen Leeds United als Ersatzspieler einsetzte. Noch bevor die Rovers am Saisonende aufgrund der ausbleibenden Erfolge in die Drittklassigkeit absteigen mussten, zog Tottenham im November 2011 die Rückholoption und holte den Spieler wieder zurück nach Haringey, nachdem er es auf lediglich vier Ligaeinsätze und einen Einsatz, sowie ein Tor und eine Vorlage im League Cup 2011/12 gebracht hatte.
Am 29. Dezember 2011 bestätigten Ryan Mason und sein Mannschaftskollege Harry Kane einen leihweisen Wechsel bis zum Saisonende zum Football-League-Championship-Klub FC Millwall, der am 1. Januar 2012 in Kraft trat. Sein Pflichtspieldebüt für Millwall gab er am Ende des Monats, als er bei der 0:2-Heimniederlage gegen den FC Watford von Beginn an im rechten Mittelfeld spielte und ab der 57. Minute durch Chris Hackett ersetzt wurde. Beim Neuaufsteiger wurde er bis zum Saisonende in lediglich fünf Ligaspielen eingesetzt, saß in zwei weiteren ohne Einsatz auf der Ersatzbank, war aber über den Großteil der restlichen Saison hinweg erst gar nicht im Kader. Einen weiteren Auftritt konnte er im FA Cup 2011/12 verzeichnen, wobei er auch hier beim letzten Spiel seiner Mannschaft vor dem Ausscheiden in der Fünften Hauptrunde gegen die Bolton Wanderers nur auf der Ersatzbank saß.

### Über die Spurs nach Frankreich und wieder zurück
Nach seiner Rückkehr zu den Spurs wurde Mason vorwiegend in der Reservemannschaft mit Spielbetrieb in der Professional Development League eingesetzt. Am 20. September 2012 gab er beim ersten Spiel in der Gruppenphase der Europa League 2012/13 gegen Lazio Rom nach fast vier Jahren sein Comeback für die Lilywhites. Nach diesem knapp einminütigen Einsatz saß er auch in den beiden nachfolgenden Spielen der Premier League 2012/13, die die Mannschaft auf dem fünften Tabellenplatz beendete, uneingesetzt auf der Ersatzbank, ehe er beim zweiten Spiel der Europa-League-Gruppenphase erneut nur auf der Bank Platz nehmen musste. Zwischendurch kam er jedoch auch zum ersten Mal von Beginn an für die Mannschaft aus dem Norden Londons zum Einsatz; beim 3:0-Erfolg über Carlisle United im League Cup 2012/13 spielte er bis zur 70. Minute, ehe er durch Tom Carroll ersetzt wurde.
Begleitet von den Erfolgen im Reserveteam, für das Mason zwischen August 2012 und Januar 2013 in zehn Partien acht Tore erzielte und weitere drei für seine Teamkameraden vorbereitete, sowie über weite Strecken hinweg als Mannschaftskapitän agierte, fand der mittlerweile 21-Jährige bald einen weiteren Verein, bei dem er auf leihweiser Basis unterkommen sollte. So wechselte er am 31. Januar 2013, dem letzten Tag des Transferfensters, für den Rest der Saison 2012/13 zum französischen Erstligisten FC Lorient. Nachdem er es nur auf vier Ligaeinsätze für die B-Mannschaft von Lorient in der vierthöchsten Liga des Landes (CFA) gebracht hatte und in nur einer einzigen Erstligapartie (4:0-Heimsieg über Stade Brest) auf der Ersatzbank saß, holten ihn die Lilywhites mit 23. April 2013 wieder zurück nach England.

### Wechsel zu Swindon Town und endgültiger Durchbruch bei Tottenham
Im Anschluss auf diese doch schwierigen Jahre mit verhältnismäßig wenigen Profieinsätzen sollte Mason ab der Saison 2013/14 den Durchbruch im englischen Profifußball schaffen. Mit dem 23. Juli 2013 wechselte er für eine Saison leihweise zu Swindon Town in die dritthöchste Fußballliga Englands, wo er auch auf seine ebenfalls verliehenen Tottenham-Kollegen Massimo Luongo, Grant Hall und Alex Pritchard traf. Nachdem er am 3. August 2013 bei einer 0:1-Auswärtsniederlage im Erstrundenspiel der Football League One 2013/14 gegen Peterborough United über die vollen 90 Minuten debütierte, erzielte er bei seinem dritten Einsatz in der fünften Spielrunde, einem 5:0-Heimerfolg über Crewe Alexandra, binnen 24 Minuten einen lupenreinen Hattrick und verschoss im selben Spiel kurz vor Spielende einen Elfmeter. Unter Mark Cooper, der bis zum 17. Oktober 2015 Trainer des Teams bleiben sollte, agierte Ryan Mason oftmals als Stammkraft in der Mittelfeldreihe und konnte es bis zur 28. Runde, als ihn eine Verletzung im Spiel gegen Shrewsbury Town aus der Bahn warf und für ihn die Saison vorzeitig endete, fünf Tore und einen Assist bei 18 Ligaeinsätzen verzeichnen. Des Weiteren wurde er in den beiden ersten Runden des League Cup 2013/14 eingesetzt, ehe das Team in Runde 3 gegen den FC Chelsea ausschied, und hatte auch einen Auftritt in der ersten Runde des FA Cups 2013/14, als die Mannschaft Macclesfield Town mit 0:4 unterlag.
Nach auskurierter Verletzung, einer erfolgreichen Saisonvorbereitung in den Vereinigten Staaten und zwei Einsätzen sowie einem Tor für die Reservemannschaft, startete Mason ab der sechsten Runde 2014/15 unter Mauricio Pochettino als fixer Spieler in der Premier League. Dabei startete er am 27. September 2014 mit einem 1:1-Auswärtsremis gegen den FC Arsenal in die Saison und war dabei über die komplette Matchdauer am Spielfeld. Ab dieser Zeit entwickelte sich im zentralen Mittelfeld auch eine gute Zusammenarbeit mit dem in Frankreich geborenen algerischen Nationalspieler Nabil Bentaleb. Während dieser Zeit kam er nicht nur in der Premier League zum Einsatz, sondern brachte es auch auf zwei Kurzeinsätze in der UEFA Europa League 2014/15, wo das Team im Sechzehntelfinale gegen den AC Florenz mit einem Gesamtscore von 1:3 aus Hin- und Rückspiel vom laufenden Turnier ausschied. Zu einem Eklat kam es am 2. November 2014 beim Spiel gegen Aston Villa, als Mason seinen Kontrahenten Christian Benteke mit dem Kopf anrempelte, dieser nach einem leichten Schlag ins Gesicht von Ryan Mason mit der roten Karte vorzeitig vom Platz geschickt wurde, während Masons Vergehen vom Schiedsrichter Neil Swarbrick ungeahndet blieb. In weiterer Folge wurden beide Vereine vom englischen Verband mit einer Geldstrafe in Höhe von jeweils 20.000 £ belangt, da sie ihre Spieler nicht unter Kontrolle hatten. Im Januar 2015 unterzeichnete der zu diesem Zeitpunkt 23-Jährige einen Vertrag mit einer Laufzeit von fünfeinhalb Jahren bis Sommer 2020 beim Nordlondoner Fußballklub.
Im weiteren Saisonverlauf war der vor allem im zentralen, manchmal jedoch auch im defensiven Mittelfeld eingesetzte Spieler auch einer der Hauptleistungsträger für den Einzug der Mannschaft ins Finale des League Cups 2014/15, wo das Team dem FC Chelsea mit 0:2 unterlag. Bis zum Saisonende, als Tottenham abermals auf dem fünften Tabellenplatz rangierte, hatte es Ryan Mason auf 31 Premier-League-Einsätze gebracht. Dabei erzielte der Akteur, der im Januar für einige Zeit aufgrund einer Oberschenkelverletzung ausfiel, einen Treffer und bereitete weitere vier für seine Kollegen vor. Aufgrund seiner Leistung in der Liga wurde er im März 2015 von Roy Hodgson für ein Qualifikationsspiel zur EM 2016 gegen Litauen und ein freundschaftliches Länderspiel gegen Italien in die englische Fußballnationalmannschaft einberufen, unter anderem nachdem Adam Lallana verletzungsbedingt ausgefallen war. Nachdem vor dem Start der Premier League 2015/16 seine Rückennummer von 38 auf 8 geändert wurde, kam er in den ersten fünf Partien zum Einsatz, schied jedoch bei einem 1:0-Auswärtserfolg über den AFC Sunderland, als er in der 82. Minute den Siegestreffer erzielte und am Ende zum Man of the Match gewählt wurde, nur drei Minuten nach seinem Tor aufgrund einer Knieprellung aus.

### Wechsel zu Hull City und vorzeitiges Karriereende
Im Sommer 2016 wechselte Mason zu Hull City. Am 22. Januar 2017, als die Mannschaft gegen Chelsea spielte, krachte er in der 12. Minute mit Gary Cahill zusammen. Er wurde nach einer 9-minütigen Behandlung ausgewechselt und ins Krankenhaus mit der Diagnose Schädelbruch eingeliefert. Am 24. Januar wurde bekanntgegeben, dass Mason aus dem Koma erwacht ist. Aufgrund der Spätfolgen dieser Verletzung wurde sein Karriereende im Februar 2018 bekannt gegeben.

### Trainerkarriere
Seit dem 19. April 2021 ist Mason Interimstrainer bei Tottenham Hotspur, nachdem José Mourinho den Verein verlassen hatte.
Im April 2023 wurde er wiederum Trainer bei Tottenham Hotspur, nachdem die Mannschaft am Vortag innerhalb von 21 Minuten in einen fünf Tore-Rückstand geriet, und der Interimstrainer Cristian Stellini entlassen wurde.

## Nationalmannschaft
Bereits in den Jahren 2006 und 2007 debütierte Ryan Mason in einer englischen Nachwuchsnationalmannschaft, als er fünf Länderspiele für die U-16-Auswahl seines Heimatlandes absolvierte. Seine erste Einberufung in die englische U-19-Nationalmannschaft erhielt er als damaliger Yeovil-Spieler bei einem 2:1-Sieg über die Alterskollegen aus Russland am 8. September 2009, wobei er jedoch nicht eingesetzt wurde. Im Oktober 2009 wurde er von Noel Blake für die Qualifikation zur U-19-EM 2010 in den englischen U-19-Kader einberufen, wobei er in zwei der drei Gruppenspiele zum Einsatz kam und in der Partie gegen die Slowakei (2:0-Sieg) auch einen Treffer beisteuerte. Bis 2010 absolvierte er noch sein drittes und viertes U-19-Länderspiel in zwei Freundschaftsspielen gegen die Türkei und die Niederlande. Im Februar 2011 erhielt Mason eine Einberufung in die englische U-20-Nationalauswahl, die ein freundschaftliches Länderspiel gegen Frankreichs U-20 betritt. In dieser Begegnung wurde der Mittelfeldakteur ab der 70. Spielminute eingesetzt und blieb torlos.
Aufgrund seiner Leistung in der Liga holte ihn Roy Hodgson am 23. März 2015 für ein Qualifikationsspiel zur EM 2016 gegen Litauen sowie ein freundschaftliches Länderspiel gegen Italien in die englische Fußballnationalmannschaft, um damit den verletzungsbedingten Ausfall von Adam Lallana zu kompensieren. Nachdem Mason gegen Litauen auf der Ersatzbank saß, gab er am 31. März 2015 beim Freundschaftsspiel gegen Italien sein Debüt in der A-Nationalmannschaft seines Heimatlandes, als er in der 74. Spielminute für Jordan Henderson auf den Rasen kam und in Minute 79 die Vorarbeit zu Andros Townsends Ausgleichstreffer leistete. Im September saß Mason bei zwei weiteren EM-Qualispielen gegen San Marino und die Schweiz erneut uneingesetzt auf der Ersatzbank und rechnete mit Einsätzen in den weiteren Qualifikationsspielen im Oktober, die er jedoch aufgrund seiner Knieprellung verpasste.

## Erfolge
mit Tottenham Hotspur
- League-Cup-Finalist: 2014/15